# Ilyes Sidhoum
Ilyes Sidhoum (en arabe : إلياس سيدهم) est un footballeur algérien né le 10 août 1989 à Nedroma dans la wilaya de Tlemcen. Il évolue au poste de milieu défensif à l'Olympique de Médéa.

## Biographie

### En club
Sidhoum évolue en première division algérienne avec le club du WA Tlemcen, puis avec le CR Belouizdad, puis avec l'USM Bel Abbès, et ensuite avec l'ES Sétif.
Avec l'équipe de Sétif, il participe à la Ligue des champions d'Afrique en 2018. Il joue onze matchs lors de cette compétition. Son équipe s'incline en demi-finale face au club égyptien d'Al Ahly.
En janvier 2020, Sidhoum signe un contrat de deux ans en faveur du NA Hussein Dey, équipe évoluant en première division.

### En équipe nationale
Le 22 décembre 2009, Sidhoum est appelé par Abdelhak Benchikha au sein de l'équipe nationale algérienne des moins de 23 ans pour un stage d'entraînement d'une semaine à Alger. En mai 2010, il est rappelé pour un stage d'entraînement en Italie.

## Palmarès

### En équipe nationale
Algérie militaire
- Coupe du monde militaire (1) :
  - Vainqueur : 2011.